# Dendrophthora lanceifolia
Dendrophthora lanceifolia är en sandelträdsväxtart som beskrevs av Ignatz Urban. Dendrophthora lanceifolia ingår i släktet Dendrophthora och familjen sandelträdsväxter. Inga underarter finns listade i Catalogue of Life.